# Jacopone da Todi

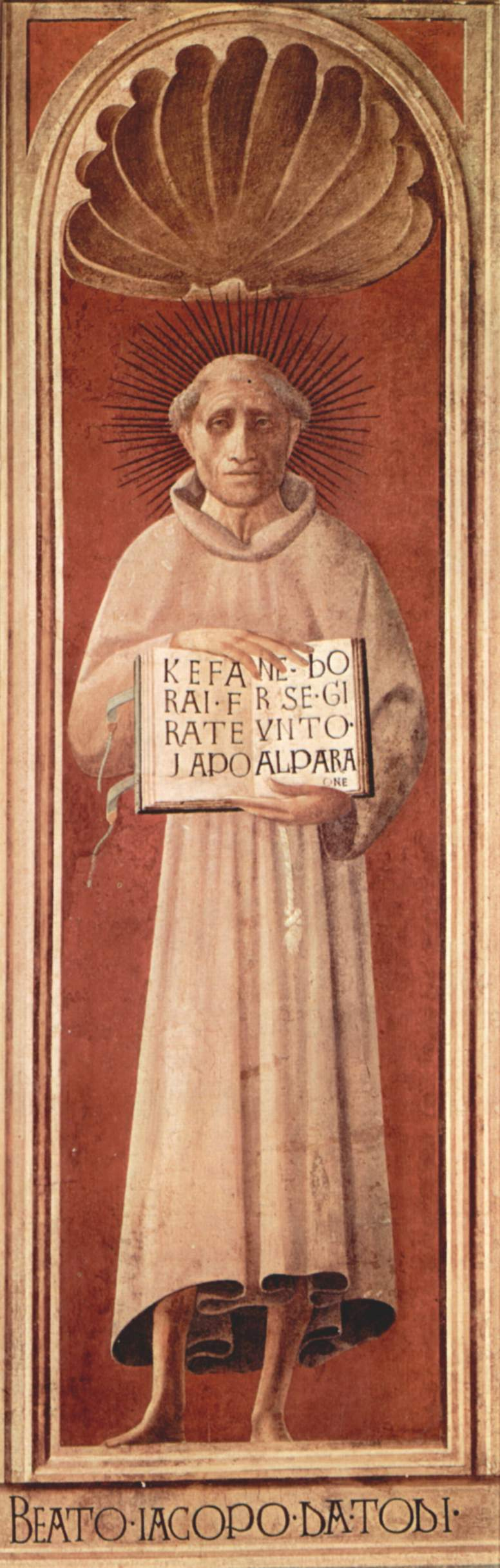
Jacopone da Todi

Jacopone da Todi (ur. 1230, zm. 1306) – włoski poeta i mistyk franciszkański, twórca pieśni duchownych i traktatów o życiu wewnętrznym. Jego pisma przeniknięte są ideą świętego ubóstwa i szaleńczej miłości do Chrystusa – Odkupiciela. Przypisywana mu słynna sekwencja Stabat mater dolorosa ukazuje scenę opłakiwania przez Bożą Matkę ukrzyżowanego Zbawiciela. Polskie przekłady hymnu znane są od połowy XVI wieku (kancjonał Walentego z Brzozowa z 1554 roku).

## Życie
Jacopone da Todi, właściwie Iacopo de'Benedetti, urodził się w Todi około 1236 roku. Prawdopodobnie był w tym mieście notariuszem. Pod wpływem tragedii życiowej, najpewniej tragicznej śmierci żony, w 1268 roku porzucił życie świeckie. W 1278 roku, jako brat świecki, wstąpił do zakonu franciszkanów. Był związany ze stronnictwem tzw. spirytuałów, żądających rygorystycznej interpretacji reguł zakonnych. Wielokrotnie atakował w swych utworach zepsucie panujące wśród franciszkanów i w całym Kościele; równie ostro występował przeciw heretykom. W 1297 roku, jako przeciwnik papieża Bonifacego VIII został ekskomunikowany i wtrącony do więzienia. Z lochu uwolnił go dopiero papież Benedykt XI, po śmierci swego poprzednika w 1303 roku. Po zwolnieniu z więzienia Iacopone przeżył jeszcze trzy lata. Zmarł w klasztorze Collazone w pobliżu Todi w 1306 roku.

## Twórczość w języku włoskim
Jacopone jest autorem kilkudziesięciu laud w języku włoskim (istnieją spory co do dokładnej ich liczby). Jego laudario stanowi zbiór przeznaczony nie na użytek bractwa religijnego, jak było w zwyczaju, tylko klasztoru. Można w nim wyróżnić kilka grup tematycznych, tematy: modlitwy, miłości mistycznej, pogardy dla świata, krytyki Kościoła, hagiograficzny, moralistyczny, autobiograficzny. Autor podejmuje wątki dobrze znane ze średniowiecznych kazań i publicystyki, dając świadectwo znajomości literatury religijnej, głównie mistycznej. Mówi o nietrwałości ziemskich rozkoszy, o potrzebie odporności na złudne pokusy otaczającego świata, metaforycznie interpretuje tajemnicę Eucharystii. Nie brak jednak w jego poezji również elementów nowych: pisze o nienawiści do grzesznika, który tkwi w nim samym, opisuje cnotę, jako cel, do którego dąży, ale który mu się wymyka. Wobec takiego doświadczenia jedynym wyjściem wydaje się być śmierć. Odrzuca więc wszelki porządek społeczny i kulturowy, koncentrując się na kontemplacji Krzyża i śmierci, na medytacji nad chorobą i śmiercią, pokutą i umartwieniem. Sfera duchowa i materialna są sobie całkowicie przeciwstawione. Nawet miłość do Stwórcy prowadzić musi do fizycznego unicestwienia.
Jacopone dąży do Boga poprzez poniżenie samego siebie. Jedna z laud rozpoczyna się od słów: O Segnor, per cortesia / mànname la malsanià – O Panie racz zesłać na mnie chorobę, w innej błaga o obłęd i szyderstwa ze strony bliźnich. Kto kocha swego Stwórcę musi się całkowicie wyrzec miłość własnej, zapomnieć o świecie, odciąć się od dysput teologicznych i życia intelektualnego, bo wiodą one donikąd. Uczony brat Rinaldo zyskał sławę na paryskiej Sorbonie, lecz łaskę w oczach Boga znalazł pokorny, żyjący w biedzie, nikomu nieznany zakonnik (lauda Bracie Rinaldo dokąd poszedłeś). Przeciwko wykorzystywaniu religii do celów politycznych skierowane są pełne pasji listy wierszem skierowane do papieża, wśród nich głośny Papieżu Bonifacy zgrzeszyłeś. Bardzo ważne miejsce w twórczości Jacopona zajmuje temat męczeńskiej śmierci Chrystusa powracający zarówno w twórczości włoskiej jak i łacińskiej (słynny hymn Stabat mater).
Poezja Jacopona odznacza się dużą plastycznością i teatralnością, na uwagę zasługuje umiejętność tworzenia dramatycznych napięć (w pochwale ewangelicznego ubóstwa, w przeciwstawieniu śmierci cielesnej i duchowej czy w przedstawieniu śmierci Chrystusa i płaczu Matki Bożej w najsłynniejszej laudzie Donna de paradiso – Rajska pani). Atmosfera utworów Jacopona daleka jest od pogody ducha świętego Franciszka, a częste stosowanie dialogu i apostrofy zaznacza jej zaangażowany charakter. Twórczość ta nie idealizuje człowieka, jak ówczesna liryka miłosna, lecz raczej go poniża zbliżając się w ten sposób do satyry. W dorobku poety nie brak zresztą satyry politycznej szczególnie w utworach opisujących więzienne jego życie i karierowiczostwo panujące w świecie.